# Rob Oliphant
Pour les articles homonymes, voir Oliphant.
Rob Oliphant, né le 7 juin 1956 à Sault-Sainte-Marie, est un ministre de l'Église unie et homme politique canadien. Il est député de la circonscription de Don Valley-Ouest à la Chambre des communes du Canada de 2008 à 2011, et de nouveau depuis les élections fédérales de 2015 sous la bannière du Parti libéral du Canada.

## Biographie
Né le 7 juin 1956 à Sault-Sainte-Marie en Ontario, Rob Oliphant est élu député à la Chambre des communes lors des élections fédérales canadiennes de 2008 dans la circonscription de Don Valley-Ouest sous la bannière du Parti libéral du Canada. Il est ensuite défait lors des élections de 2011 avant de reprendre la circonscription en 2015. Il est réélu en 2019, 2021 et 2025.